# New York Pennsylvania Station
Die Pennsylvania Station, umgangssprachlich kurz Penn Station, ist ein Durchgangsbahnhof im Westen des New Yorker Stadtbezirks Manhattan. Er wurde 1910 errichtet. Das historische Empfangsgebäude wurde 1963 abgerissen, das gegenwärtige 1968 fertiggestellt. Mit rund 650.000 Fahrgästen an einem Werktag, mehr als doppelt so viele wie beim Bau geplant waren, beschreibt der Bundesstaat New York die Station als Verkehrsknotenpunkt mit dem höchsten Verkehrsaufkommen in der westlichen Hemisphäre.
Betreiber des Bahnhofs ist Amtrak. Neben Amtrak-Fernzügen nutzen ihn auch Regionalzüge der Betreiber NJ Transit und Long Island Rail Road.

## Geschichte

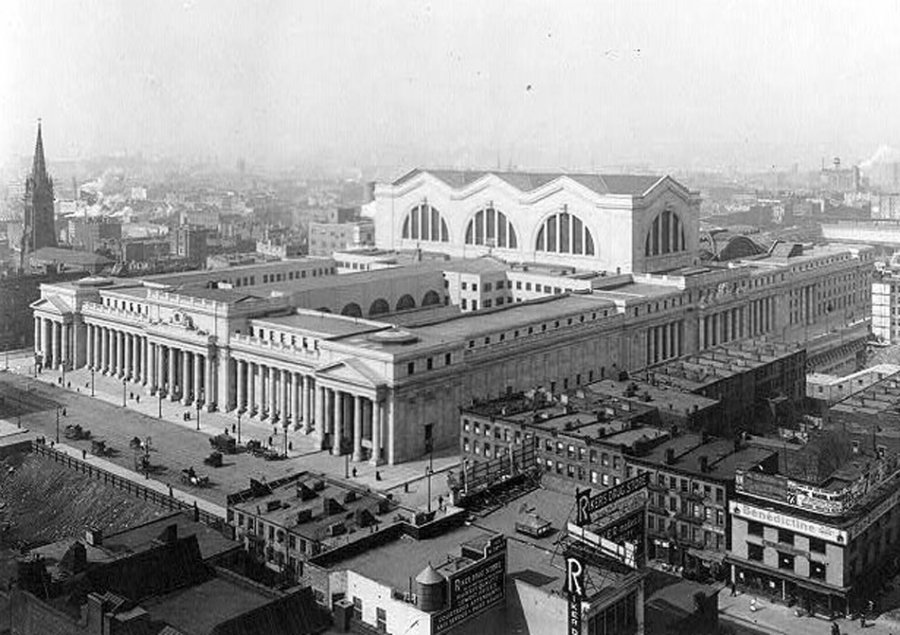
Außenansicht des historischen Empfangsgebäudes

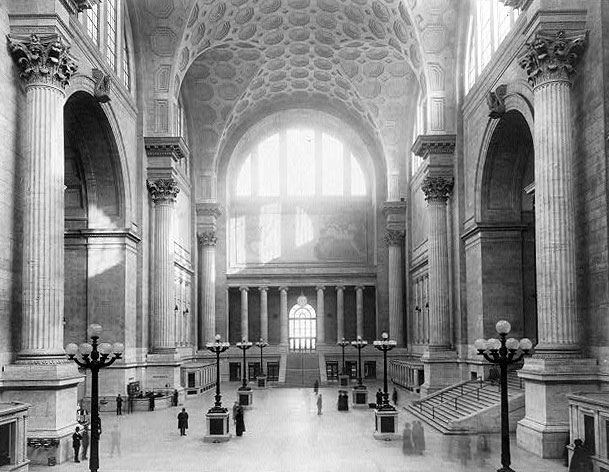
Zentrale Halle des historischen Empfangsgebäudes aus rosa Granit

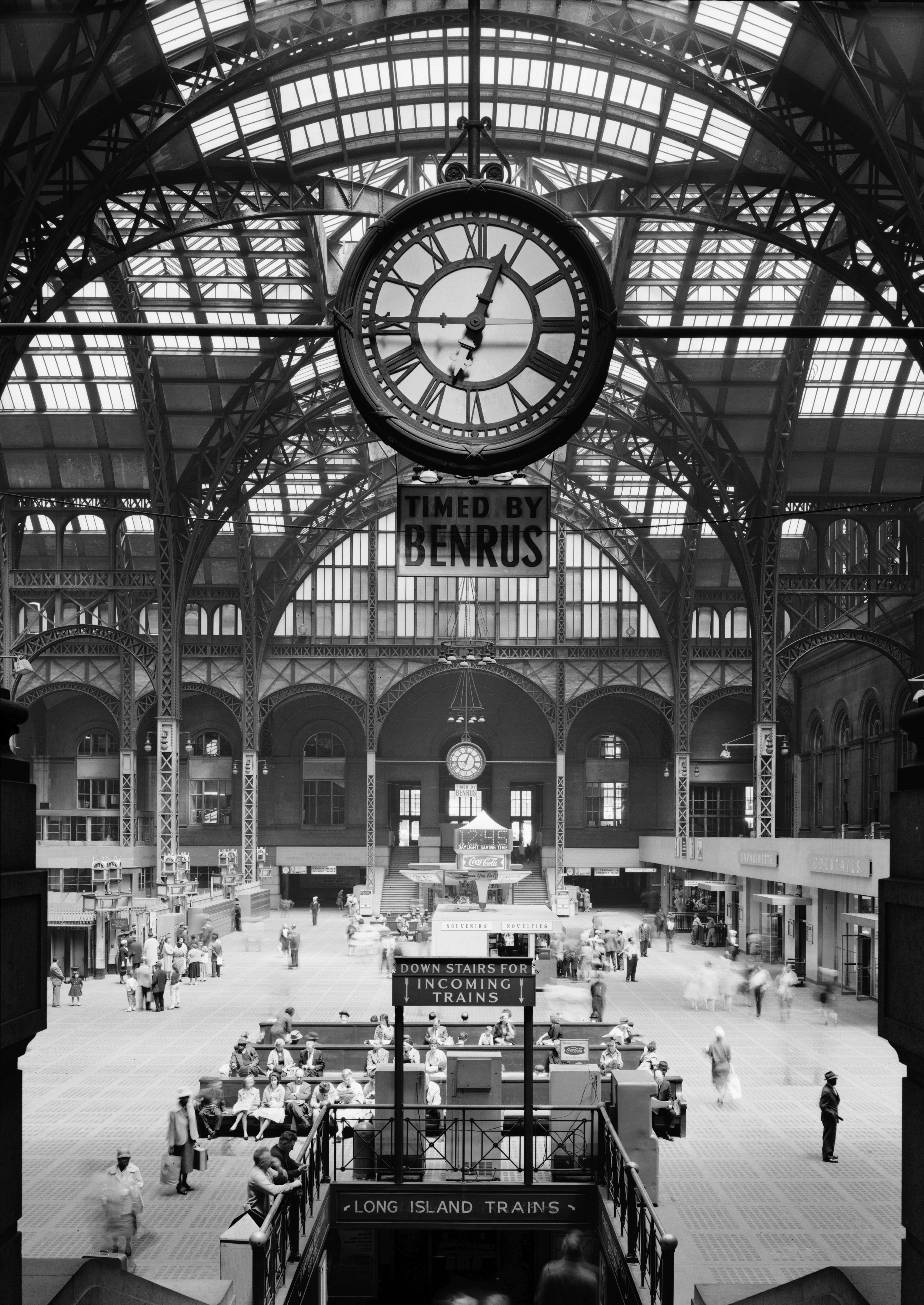
Bahnsteighalle des historischen Empfangsgebäudes 1911

Die Eisenbahnstrecken der Pennsylvania Railroad (PRR) führten bis zum Anfang des 20. Jahrhunderts allesamt aus Richtung Westen zur Exchange Place Station in Jersey City am Westufer des Hudson Rivers. Die PRR besaß somit keine direkte Verbindung nach Manhattan, die Reisenden mussten auf eine Fähre umsteigen, um den Hudson River zu überqueren, der an dieser Stelle mehr als einen Kilometer breit ist.
Die Strecken der Konkurrenzgesellschaft, der New York Central Railroad (NYC), führten dagegen von Norden nach Manhattan hinein. Sie hatte dort mit dem 1871 eröffneten Grand Central Depot in der 42. Straße einen Bahnhof in Manhattan.
Mehrere Projekte versuchten eine direkte Verbindung für die PRR nach Manhattan zu schaffen, wo ein neuer Kopfbahnhof entstehen sollte. Mit dem Bau eines Tunnels zur Christopher Street wurde bereits begonnen, aber das Projekt musste wegen Geldmangel aufgegeben werden. Ein weiteres Projekt versuchte eine Hängebrücke über den Hudson zu bauen. Die von der North River Bridge Company zu errichtende Brücke hätte von allen an der Westküste des Flusses endenden Bahnen benutzt werden können, aber außer der PRR wollte keine Bahngesellschaft sich an den Kosten beteiligen.

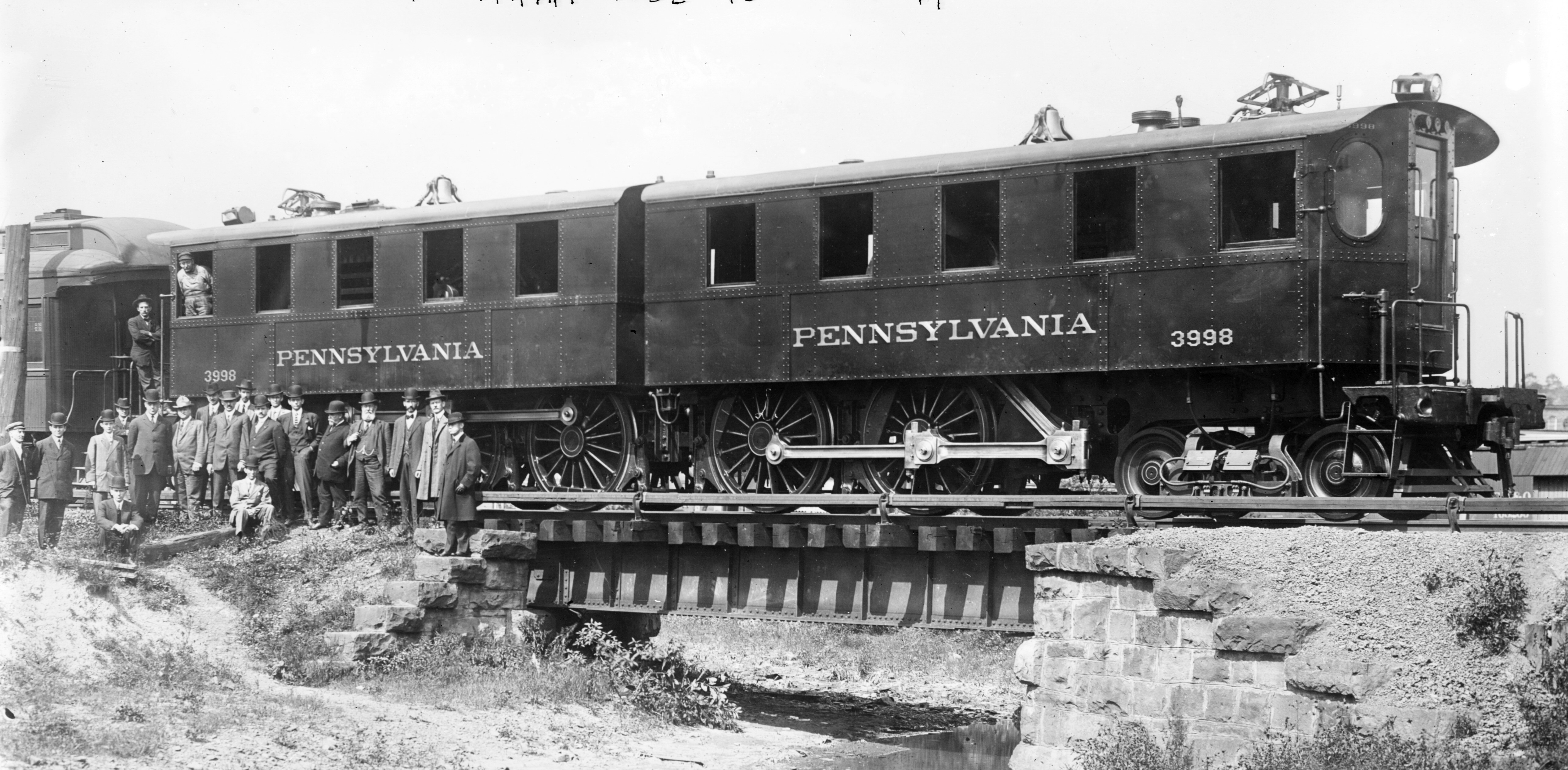
Doppellokomotive PRR-Klasse DD1 der Pennsylvania Railroad von 1911 für den elektrischen Betrieb der Tunnelstrecke

Nachdem die PRR aber die Long Island Railroad aufgekauft hatte, besaß sie sowohl östlich als auch westlich von Manhattan ein Eisenbahnnetz, was neue Möglichkeiten für einen Durchgangsbahnhof in Manhattan mit direkten Fernzugverbindungen von Philadelphia über Manhattan und Long Island nach Neuengland schuf. Weiter ergaben sich auch neue Möglichkeiten durch die im ausgehenden 19. Jahrhundert aufkommende Elektro-Traktion, deren Reife so weit gediehen war, dass Vollbahnen elektrifiziert werden konnten, wenn auch die Projekte noch ein bescheidenes Ausmaß hatten. Die Elektrolokomotiven konnten leichter als die Dampflokomotiven größere Steigungen überwinden und die Tunnels bleiben rauchfrei, so dass der Aufwand für die Tunnellüftung gering gehalten werden konnte. Nachdem die Baltimore and Ohio Railroad gute Erfahrungen mit dem elektrischen Betrieb im Howard-Street-Tunnel in Baltimore machte und Alexander Cassatt, der damalige Präsident der PRR, den Gare d’Orsay der PO in Paris besichtigt hatte, arbeitete die PRR ein Projekt für einen neuen prunkvollen Bahnhof in Manhattan aus, der mit unterirdischen Zufahrten erreicht werden sollte.
Als damals zweitgrößtes Eisenbahnunternehmen der Welt nach der Preußischen Staatsbahn ging die PRR das New York Tunnel Extension Projekt an. Die Planung begann 1901. Das Kernstück war die neu zu bauende Pennsylvania Station in Manhattan. Die westliche Zufahrt führt durch die North River Tunnels, die östliche durch die East River Tunnels. Die ab Newark in New Jersey neu zu bauende Strecke überquert die Schwemmebene des Hackensack River und führt unter dem Bergen Hill und dem Hudson hindurch zur Penn Station. Östlich des neuen Bahnhofs schließen die Crosstown Tunnels an, welche die Strecke an die Westküste des East Rivers führen. Mit einem Bogen Richtung Norden führt die Strecke unter dem East River hindurch zum Sunnyside Yard in Queens. Die gesamte Strecke wurde für elektrischen Betrieb mit 650 V Gleichspannung aus einer dritten Schiene eingerichtet. Die maximale Steigung in der Westzufahrt beträgt 19 ‰. Für die Kosten der neuen Strecke zwischen Harrison und dem Sunnyside Yard inklusive der Penn Station wurden 100 Mio. US-Dollar veranschlagt, die tatsächlichen Kosten betrugen 150 Mio. Dollar, was 2020 einer Kaufkraft von 4 Mrd. US-Dollar entsprach.
Bereits ab 1903 wurde an den Angriffsschächten des North River Tunnels gebaut, der Schildvortrieb der beiden eingleisigen Röhren begann im Mai 1905. Ab 1904 wurde der Bahnhof errichtet und am 27. November 1910 zusammen mit den Zufahrtstunneln eingeweiht.
Das Empfangsgebäude war vom bekannten Architektenbüro McKim, Mead and White entworfen worden und galt als Meisterwerk des Beaux-Arts-Stils. Das Gebäude kombinierte rosa Granit und eine Fassade mit Säulenkolonnaden im griechisch-römischen Stil mit Bahnhofs-Hallendächern aus Stahl und Glas. Die Haupthalle mit 150 Fuß Höhe war eine der damals größten öffentlichen Hallen der Welt, den längst nicht so hohen Caracalla-Thermen in Rom nachempfunden. Mit knapp 46 Metern lag die Höhe zwischen der des Hauptschiffs des Kölner Doms (43,35 Meter) und der des Mailänder Doms (46,80 Meter).
Der gesamte Bahnhof nahm zwei Häuserblocks zwischen der 7. Avenue und der 8. Avenue sowie der 31. und 33. Straße ein und umfasste 3,2 Hektar. Die Kosten für das Gesamtprojekt aus Bahnhof und Zufahrtstunneln beliefen sich auf 114 Millionen Dollar.
Aufgrund der steigenden Bodenpreise in Manhattan und der unterdessen desolaten finanziellen Situation der PRR begann 1963 der Abriss des Empfangsgebäudes, um eine Überbauung mit ertragreichen Immobilien zu ermöglichen. Das geschah trotz heftiger Kritik der New Yorker, die zur Gründung einer Bürgerbewegung zum Denkmalschutz führte. Die Kampagne war allerdings insofern erfolgreich, als in der Folge das Denkmalschutzrecht geändert und dadurch in den 1970er Jahren der ebenfalls vorgesehene Abriss des Grand Central Terminals verhindert wurde und es zur Gründung der Landmarks Preservation Commission kam.
An Stelle des alten Penn-Central-Empfangsgebäudes entstanden bis 1968 der vierte Madison Square Garden und Teile des Hochhaus-Gebäudeensembles Pennsylvania Plaza. Gegenüber dem Bahnhof befand sich von 1919 bis 2020 das Hotel Pennsylvania.
Eigentümer des Bahnhofs ist seit 1. April 1976 die National Railroad Passenger Corporation, die unter dem Namen Amtrak den Großteil der Fernzugverbindungen in den Vereinigten Staaten betreibt.

## Betrieb
Der Bahnhof verfügt über 21 Gleise, von denen einige von der Long Island Railroad genutzte Kopfgleise sind. Weiter verkehren hier Pendlerzüge der New Jersey Transit und Fernzüge der Bahngesellschaft Amtrak. 
Ab voraussichtlich 2027 werden auch Regionalzüge der Metro-North Railroad von und nach Westchester und Connecticut den Bahnhof erreichen. Die dazu nötigen Erweiterungen am Nordostkorridor zwischen Penn Station und Bronx werden seit 2022 unter der Projektbezeichnung Penn Station Access umgesetzt.
Der Bahnhof ist heute chronisch überlastet und gilt als „Design-Desaster und logistischer Fehlschlag“.

## Modernisierung und Erweiterung
Zur Erhöhung der Kapazität der Pennsylvania Station wurden Anfang des 21. Jahrhunderts Teile des Bahnhofs erneuert und erweitert. Die Maßnahmen sind teilweise mit dem Gateway Program verknüpft.

### Moynihan Train Hall

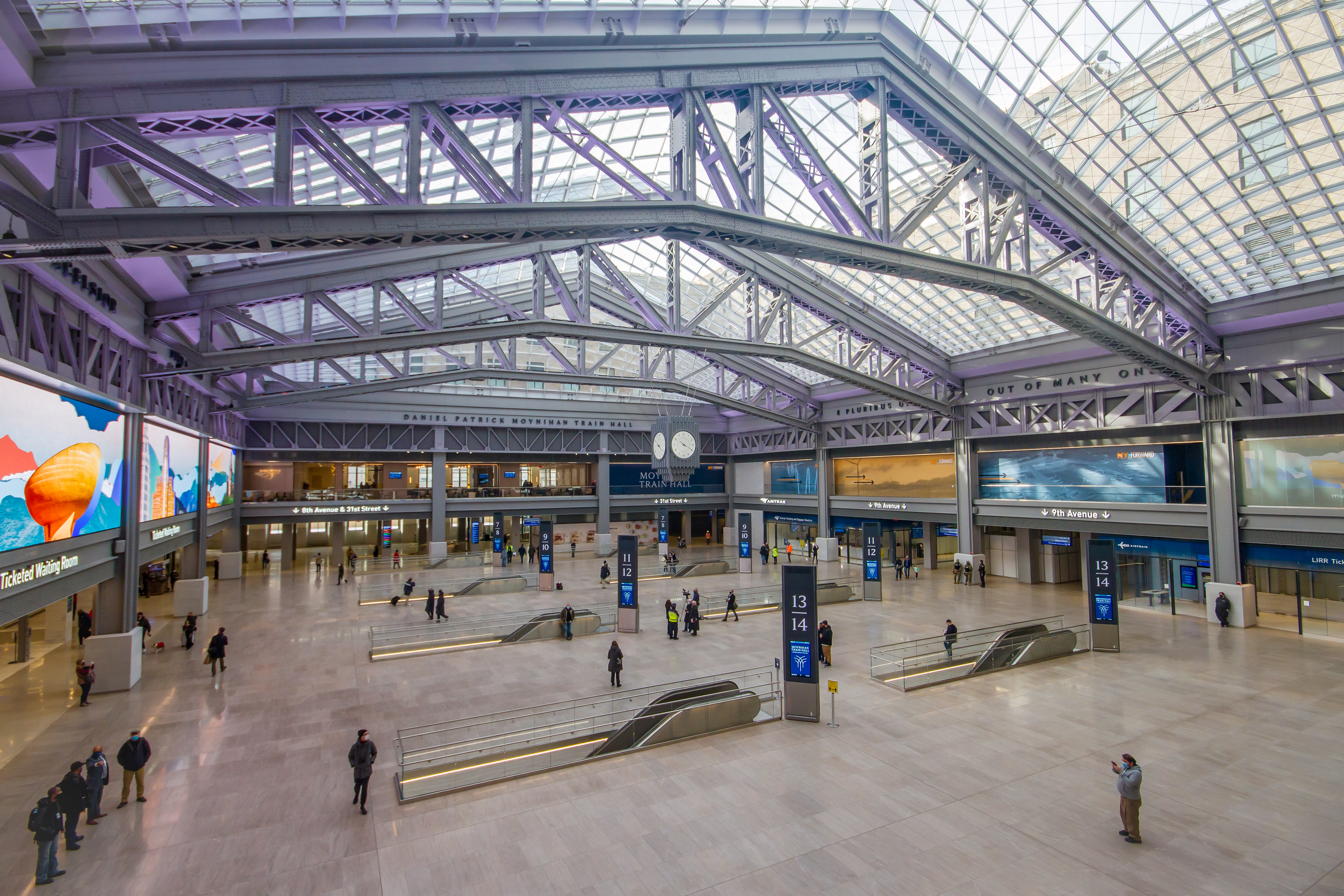
Innenansicht der Moynihan Train Hall

Gegenüber der bisherigen Pennsylvania Station auf der anderen Seite der 8. Avenue wurde im Jahr 2021 die Moynihan Train Hall eröffnet. Sie nutzt einen Teil des ehemaligen Hauptpostgebäudes James Farley Post Office und wurde nach dem US-Senator Daniel Patrick Moynihan (1927–2003) benannt, der in 1990ern die Idee zur Nutzung des Postgebäudes als Empfangshalle hatte.
Dieses neue Empfangsgebäude mit einer 25 m hohen und mehr als 5.000 m² großen Glas-Stahldachkonstruktion ist größer als das Empfangsgebäude des Grand Central Terminal und ergänzt die bestehende Pennsylvania Station. Es ist in warmen Farben gestaltet worden. Die bestehenden Bahnsteige und Gleise werden weiterhin genutzt. Das neue Empfangsgebäude liegt am westlichen Ende der Bahnsteige. Der Bahnhof verfügt über breite Gänge, die die erwarteten Besucherströme aufnehmen können.
Die auf diese Weise vergrößerte Kapazität der Penn Station ist im Zusammenhang mit und im Vorgriff auf mögliche zusätzliche Zugverbindungen aus New Jersey zu betrachten. Diese Verbindungen werden als Teil des Gateway-Projekts ausgebaut.
Die Kosten für die Moynihan Train Hall wurden hauptsächlich von der Port Authority of New York and New Jersey, Amtrak, Metropolitan Transportation Authority, der Stadt und dem Bundesstaat New York getragen.

### Modernisierung
Eine Modernisierung des gesamten Bahnhofs war seit den 1990er-Jahren wiederkehrend ein Thema der New Yorker Politik. Unter Regie von Andrew Cuomo wurde ab 2015 ein Projekt namens Empire Station Complex verfolgt, das die Errichtung von kommerziell genutzten Hochhäusern und die Erneuerung des Bahnhofs kombinieren sollte. Cuomos Nachfolgerin Kathy Hochul präsentierte im November 2021 einen angepassten Vorschlag, der sich vor allem auf die Errichtung eines neuen Empfangsgebäudes und die Erneuerung der unterirdischen Anlagen konzentriert. Mit der Planung wurde die Metropolitan Transportation Authority (MTA) beauftragt. Im Juni 2023 wurden Umsetzungskosten von sieben Milliarden US-Dollar geschätzt. Am 17. April 2025 gab das Verkehrsministerium der Vereinigten Staaten bekannt, die Steuerung des Projekts von der MTA zu übernehmen.

## Trivia
Im Grand Central Terminal gibt es in einer kleinen Außenstelle des New York Transit Museums eine Ausstellung zu dem abgerissenen Empfangsgebäude der Pennsylvania Station.
Die Penn Station ist der Startpunkt der Zugreise im Lied Chattanooga Choo Choo.